# 1913 у футболі
Нижче наведені футбольні події 1913 року у всьому світі.

## Засновані клуби
- Маккабі (Хайфа) (Ізраїль)
- Парма (Італія)
- ПСВ Ейндговен (Нідерланди)

## Національні чемпіони
- Австрія: Рапід (Відень)
- Бельгія: Юніон
- Данія: Копенгаген (1876)
- Англія: Сандерленд
- Франція: Серкль Атлетік Париж-Шарантон
- Німеччина: Лейпциг
- Угорщина: Ференцварош
- Ісландія: Фрам
- Італія: Про Верчеллі
- Нідерланди: Спарта (Роттердам)
- Парагвай: Серро Портеньо
- Шотландія: Рейнджерс
- Швеція: Ергрюте
- Уругвай: Рівер-Плейт (Монтевідео)